# Ampelocissus mesoamericana
Ampelocissus mesoamericana är en vinväxtart som beskrevs av Lombardi. Ampelocissus mesoamericana ingår i släktet Ampelocissus och familjen vinväxter. Inga underarter finns listade i Catalogue of Life.